# Mass Leader
Mass Leader es una película india de 2017 dirigida por Narasimha y producida por Tarun Shivappa y Hardik Gowda. Cuenta con las actuaciones de Shiva Rajkumar, interpretando a un oficial del ejército y de Pranitha Subhash en los papeles protagónicos, con Vijay Raghavendra, Yogesh, Gururaj Jaggesh, Sharmiela Mandre, Vamsi Krishna, Ashika Rangnath y Parinitha Kitty en roles de reparto. La banda sonora fue compuesta por Veer Samarth y la fotografía realizada por Guru Prashant Rai.

## Sinopsis
La película gira en torno a la vida del Capitán Shivraj (Shiva Rajkumar). Comienza con el tema de los infiltrados bangladesíes que prosperan en Bangalore con la ayuda de los políticos que practican la política de banca de votos. Shivraj, junto con sus dos socios Viji y Guru, expulsa a los infiltrados de Bangladés difundiendo rumores generalizados de que van a ser atacados. También emprende fuertes acciones contra la mafia de la droga y otras actividades ilegales. Un don del inframundo de Mangaluru tiene la tarea de matar a Shivraj, pero luego se convierte en un partidario de su causa.
En la segunda mitad de la película, se muestra un flashback en el que Shivraj es un patriótico capitán del ejército indio en Cachemira con una amorosa esposa (Pranitha Subhash) y sus hermanos, sus padres y un niño. Su hermana, sin saberlo, se enamora de un paquistaní. La familia es asesinada por un complot terrorista, dejando a su hijo discapacitado. El resto de la historia narra como Shivraj vengó la muerte de sus padres, esposa y hermana, al acabar con el líder terrorista.

## Reparto
- Shiva Rajkumar es el capitán Shivraj.
- Vijay Raghavendra
- Gururaj Jaggesh
- Yogesh
- Pranitha Subhash
- Vamsi Krishna
- Sharmiela Mandre
- Ashika Ranganath
- Parinitha Kitty
- Prakash Belawadi
- Rockline Venkatesh